# 5547 Acadiau
5547 Acadiau (1980 LE1) là một tiểu hành tinh vành đai chính được phát hiện ngày 11 tháng 6 năm 1980 bởi Shoemaker, C. S. ở Palomar.